# Жан-Крістоф Тувенель
Жан-Крістоф Тувенель (фр. Jean-Christophe Thouvenel; 8 жовтня 1958, Кольмар, Франція) — французький футболіст, Олімпійський чемпіон-1984. Виступав на позиції захисника.

## Клубна кар'єра
Першим професійним клубом Тувенеля був «Серветт». Захисник виступав за швейцарський клуб з 1975 по 1978 рік і за цей час тричі ставав віцечемпіоном країни та одного разу (в сезоні 1977/78) володарем національного кубка.
Сезон 1978/79 Жан-Крістоф Тувенель провів у клубі «Париж». За підсумками сезону на рахунку захисника було 34 зіграні матчі та 3 забиті голи; клуб же посів передостаннє, 19-те місце у чемпіонаті та залишив Лігу 1. Тувенель, незважаючи на результат столичного клубу, залишився виступати у найсильнішій футбольній лізі Франції, ставши гравцем Бордо.
Жан-Крістоф Тувенель захищав кольори «Бордо» з 1979 по 1991 рік. За цей час захисник зіграв за команду 489 матчів у різних турнірах, тричі ставав чемпіоном та двічі — володарем кубка Франції. З 1981 по 1989 Тувенель регулярно виступав за «Бордо» в єврокубках. У сезоні 1984/85 захисник у складі свого клубу дійшов до півфіналу Кубка чемпіонів, а два роки потому — до аналогічної стадії Кубка кубків.
Після закінчення сезону 1990/91 Жан-Крістоф Тувенель перейшов у «Гавр». За клуб із Верхньої Нормандії футболіст грав упродовж 2 сезонів, після чого завершив кар'єру гравця.

## Виступи за збірні
Тувенель зіграв перший матч за першу збірну Франції 31 травня 1983 року. У товариській зустрічі зі збірною Бельгії гравець вийшов у стартовому складі та відіграв 90 хвилин. Загалом захисник зіграв 4 матчі за національну команду, 2 з яких — у рамках відбіркового турніру до чемпіонату Європи-88. Востаннє футболіст виступав за збірну в матчі проти Норвегії 16 червня 1987.
У складі олімпійської збірної Франції Жан-Крістоф Тувенель брав участь в Олімпіаді-84. Він провів у рамках турніру 5 матчів та став олімпійським чемпіоном.

## Статистика
| Матчі Тувенеля за збірну Франції | Матчі Тувенеля за збірну Франції | Матчі Тувенеля за збірну Франції | Матчі Тувенеля за збірну Франції | Матчі Тувенеля за збірну Франції | Матчі Тувенеля за збірну Франції | Матчі Тувенеля за збірну Франції |
| -------------------------------- | -------------------------------- | -------------------------------- | -------------------------------- | -------------------------------- | -------------------------------- | -------------------------------- |
| №                                | Дата                             | Опонент                          | Рахунок                          | Голи Тувенеля                    | Змагання                         |                                  |
| 1                                | 31 травня 1983                   | Бельгія                          | 1:1                              | 0                                | Товариський матч                 |                                  |
| 2                                | 19 серпня 1986                   | Швейцарія                        | 0:2                              | 0                                | Товариський матч                 |                                  |
| 3                                | 29 квітня 1987                   | Ісландія                         | 2:0                              | 0                                | Відбірковий матч ЧЄ-1988         |                                  |
| 4                                | 16 червня 1987                   | Норвегія                         | 0:2                              | 0                                | Відбірковий матч ЧЄ-1988         |                                  |

Разом: 4 матчі; 1 перемога, 1 нічия, 2 поразки.

## Титули і досягнення

### Командні
Франція (олімп.)
- Олімпійський чемпіон (1): 1984

 Серветт
- Віцечемпіон Швейцарії (3): 1975/76, 1976/77, 1977/78
- Володар кубка Швейцарії (1): 1977/78

 Бордо
- Чемпіон Франції (3): 1983/84, 1984/85, 1986/87
- Віцечемпіон Франції (3): 1982/83, 1987/88, 1989/90
- Володар кубка Франції (2): 1985/86, 1986/87

### Особисті
- 495 матчів у чемпіонаті Франції (21-й результат в історії)